# Loboberea pygidialis
Loboberea pygidialis är en skalbaggsart som först beskrevs av Charles Joseph Gahan 1907.  Loboberea pygidialis ingår i släktet Loboberea och familjen långhorningar. Inga underarter finns listade i Catalogue of Life.